# Mezo Bigarrena
Mezo Bigarrena (Vizcaya, País Vasco, 22 de julio de 1951 – Buenos Aires, Argentina, 22 de enero de 1993) fue un cantautor español, nacido en Algorta, Vizcaya (País Vasco) y llamado José Luis Ugarte Mezo, que viajó por todo el mundo y se instaló definitivamente en Buenos Aires, Argentina; donde pasó los últimos ocho años de su vida e hizo su carrera artística. Aunque editó dos discos; Viaje de Vida de 1990 y Avión de 1993, su mayor reconocimiento se debe a que el rosarino Juan Carlos Baglietto grabó algunos temas suyos como: «La rosa fantasma», «En este barrio» y «Adoquines en tu cielo, Rosario». Durante su vida trabó amistad con importantes figuras de la música, como Joaquín Sabina, Sid Vicious, los brasileños Chico Buarque y Milton Nascimento, o los hermanos uruguayos Hugo y Osvaldo Fattoruso. También en sus años en la Argentina trabajo y trabó amistad con Luca Prodan, Patricio Rey y sus Redonditos de Ricota, Miguel Abuelo y Pedro Conde.

## Biografía
Mezo Bigarrena nació como José Luis Ugarte Mezo, el 22 de julio de 1951 en Algorta, a 16 kilómetros de Bilbao en el País Vasco, España. Cuando tenía solamente once meses de edad y daba sus primeros pasos, se cayó y se lastimó la cara contra una vasija de loza. El saldo de ese primer golpe, fue una cicatriz que le atravesaba en diagonal el pómulo izquierdo, ingrediente indispensable para su aire de pendenciero, matón o pirata.
A los tres años, sus padres viajaron a Venezuela en busca de trabajo. Latinoamérica se metió en sus venas de una manera abrupta y decisiva. El día que cumplió la mayoría de edad, Mezo dejó su país para siempre. Después de pasar por Suecia, se instaló en Londres. Allí vivió también episodios oscuros y también se quedó sin muelas. Estuvo preso varias veces hasta que Interpol decidió buscarlo por todo el Reino Unido. Se fue a América Latina escapando de la policía y su primera parada fue Venezuela, donde trabajó como periodista en un diario. Bigarrena era políglota.
Flirteó en Bolivia con la guerrilla diezmada y de ahí en más se dedicó a exaltar sólo las luchas propias. Brasil lo tentó y decidió quedarse. Vivió entre Río de Janeiro y Sao Pablo donde tuvo dos hijas y compartió amistad y toco improvisaciones junto con Chico Buarque y Milton Nascimento. El nombre de Mezo Bigarrena apareció como músico invitado en el disco Chico Buarque en español de 1982. 
Dedicó a los militantes vascos Jokin, Espe y a las Abuelas y Madres de Plaza de Mayo, entre otros, su disco Viaje de vida de 1987, jamás lo presentó en vivo:

«Para él lo artístico era un medio: no le interesaba que sus temas se escucharan por la radio o en un boliche, ni que lo reconocieran por la calle. Maquillarse antes de un show era transar».
Dardo Sincovski sobre Bigarrena.

## Muerte
Terminó suicidándose cuando su segundo disco estaba por salir. Su cuerpo fue hallado colgado de un árbol en los bosques de Palermo, en Buenos Aires, el 22 de enero de 1993. Tenía cuarenta y un años de edad.
Joaquín Sabina, al enterarse de la noticia, compuso un tema en su homenaje, «Flores en la tumba de un vasquito», tema que aparece también en el disco Enemigos íntimos con el nombre de «Flores en su entierro».
El cantautor cubano Santiago Feliú incluyó su tema «En este barrio» en su disco Feliú en vivo.

## Discografía
Viaje de Vida (1990)

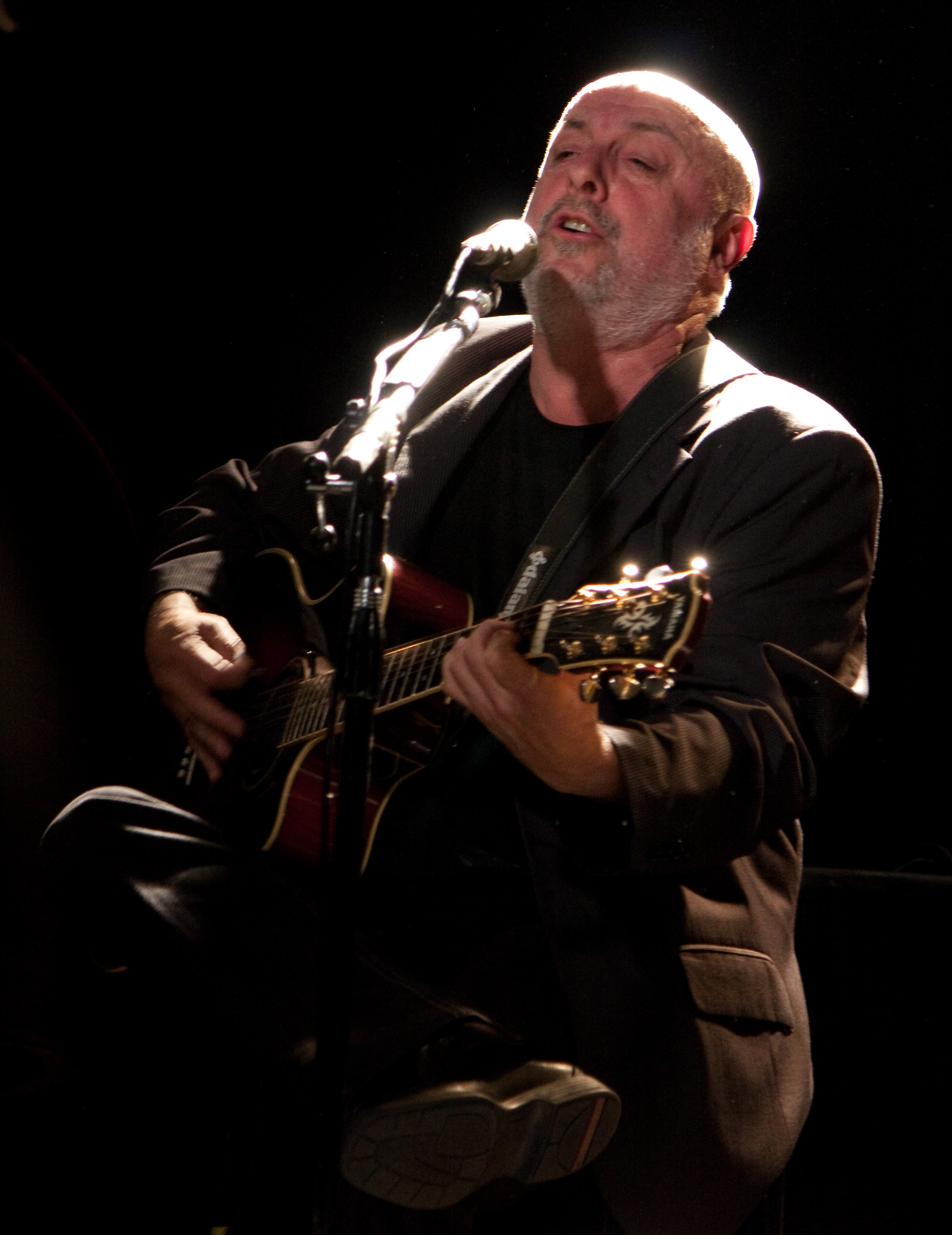
Juan Carlos Baglietto grabó varias canciones de Bigarrena.

- Grabado y distribuido por EMI - Odeón.

1. En este barrio
2. El rock de siempre
3. Como no te voy a ver
4. Fauna que hay por ahí
5. La rosa fantasma
6. Viento del norte
7. Himno de regreso a Jauja
8. Premonicao
9. Yuppies
10. Viaje de vida

Avión (1993)
- Su segundo disco Avión fue grabado y editado por el sello Sony Music y contó con las participaciones de grandes músicos como los guitarristas José Luis "Sartén" Asaresi, José Pedro Beledo, Rodolfo García, Pedro Conde y la cofradía uruguaya de Rubén Rada, los hermanos Hugo y Osvaldo Fattoruso, Beto Satragni y Ricardo Nolé.[4][5]

1. Avión
2. Nunca digas nunca
3. Adoquines en tu cielo, Rosario
4. Für Flérida
5. El gato y el dragón
6. La espera
7. La pesadilla de los 90'
8. La rosa fantasma
9. Hoy no quiero
10. José albañil
11. Los otros 500 (millones)
12. Mira que ya no veo
13. Hijos de la tempestad
14. Galdu Dutenekin